# Acutiserolis luethjei
Acutiserolis luethjei là một loài chân đều trong họ Serolidae. Loài này được Wägele miêu tả khoa học năm 1986.